# Bécourt
Bécourt (verouderd Nederlands: Beukhout) is een gemeente in het Franse departement Pas-de-Calais (regio Hauts-de-France) en telt 270 inwoners (2004). De plaats maakt deel uit van het arrondissement Montreuil.

## Naam
De plaatsnaam heeft een Oudnederlandse herkomst. De oudste vermelding is van 1170 als Becolt. Het betreft een samenstelling van de woorden beuk en hout (bos of woud). De naam Becolt staat dus voor "beukhout". De huidige Franstalige plaatsnaam is hiervan een fonetisch nabootsing.

## Geografie
De oppervlakte van Bécourt bedraagt 6,1 km², de bevolkingsdichtheid is 44,3 inwoners per km².
De onderstaande kaart toont de ligging van Bécourt met de belangrijkste infrastructuur en aangrenzende gemeenten.

## Demografie
Onderstaande figuur toont het verloop van het inwonertal (bron: INSEE-tellingen).